# Amas de la Chevelure de Bérénice
Ne doit pas être confondu avec l'amas d'étoiles de la Chevelure de Bérénice, ni avec le superamas de la Chevelure de Bérénice.
L'amas de la Chevelure de Bérénice ou amas de Coma (Abell 1656) est un vaste amas de galaxies qui contient plus de 1000 galaxies identifiées. Avec l'amas du Lion (Abell 1367), c'est l'un des deux amas majeurs qui constituent le superamas de la Chevelure de Bérénice.
La distance moyenne de l'amas à la Terre est d'environ 99 Mpc (∼323 millions d'al). Ses dix plus brillantes galaxies spirales ont une magnitude apparente comprise entre 12 et 14 et sont observables avec un télescope d'amateur de diamètre supérieur à 200 mm. La région centrale est dominée par deux galaxies elliptiques géantes : NGC 4874 et NGC 4889. L'amas est situé dans le ciel à quelques degrés du pôle galactique nord. La plupart des galaxies de la partie centrale de l'amas de Coma sont elliptiques. Des galaxies naines ainsi que des elliptiques géantes sont présentes en abondance dans l'amas.

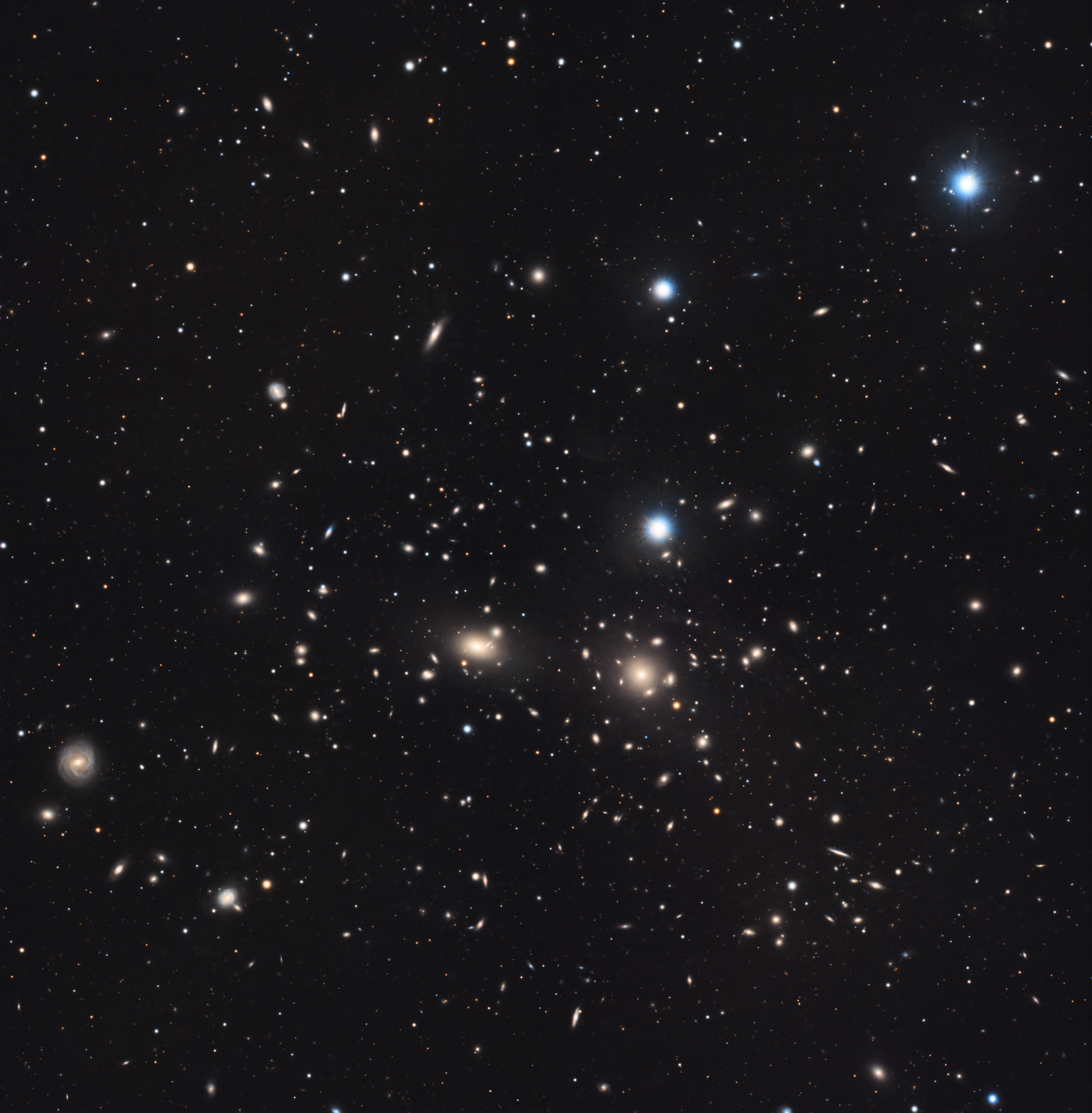
Amas de Coma par l'astrophotographe amateur Anthony MICHEL

## Membres de l'amas

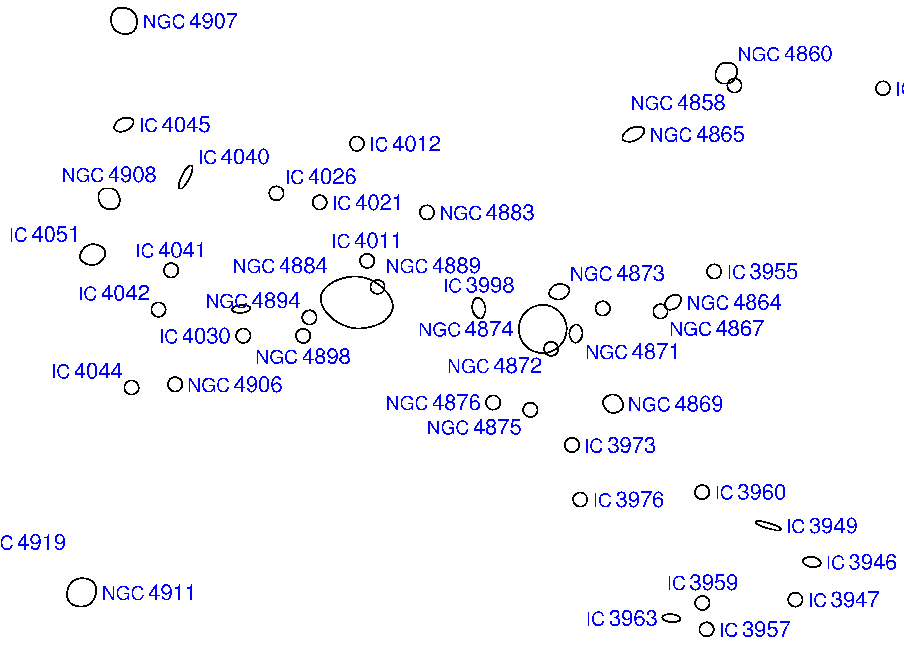
Carte de la partie centrale de l'amas de Coma

Comme il est courant pour les amas de cette richesse, les galaxies sont très majoritairement elliptiques et de type S0, avec seulement quelques spirales plus jeunes dont beaucoup sont probablement situées en périphérie de l'amas.
L'étendue complète de l'amas ne fut pas perçue avant qu'il ne soit étudié en détail dans les années 1950 par les astronomes de l'observatoire du Mont Palomar, bien que de nombreuses galaxies individuelles de l'amas aient été identifiées auparavant.